# شاپرک چشم‌گربه‌ای آکوتا
شاپرک چشم‌گربه‌ای آکوتا (نام علمی: Eacles acuta) نام یک گونه از تیره شاپرکان چشم‌گربه‌ای است.